# Resultados do Carnaval do Rio de Janeiro em 1941
Nesta página estão listados os resultados dos concursos de escolas de samba, ranchos carnavalescos e sociedades carnavalescas do carnaval do Rio de Janeiro do ano de 1941.
A Portela venceu o desfile das escolas de samba, conquistando seu terceiro título de campeã do carnaval. A escola apresentou o enredo "Dez Anos de Glórias", no qual comemorava dez anos de desfiles e relembrava suas apresentações anteriores. O enredo foi elaborado por Paulo da Portela e o artista Lino Manuel dos Reis ficou responsável pela confecção plástica do desfile. Apesar da vitória, o desfile ficou marcado por um desentendimento que resultou no afastamento definitivo de Paulo da Portela. Campeã do ano anterior, a Estação Primeira de Mangueira ficou com o vice-campeonato.
Turunas de Monte Alegre foi o campeão dos ranchos. Tenentes do Diabo conquistou o título do concurso das grandes sociedades.

## Escolas de samba
O desfile das escolas de samba do Rio de Janeiro de 1941 foi realizado a partir das 21 horas do domingo, dia 23 de fevereiro, na Praça Onze. O evento foi organizado pela União Geral das Escolas de Samba do Brasil (UGESB). Além das dezessete escolas filiadas à UGESB, também desfilaram, sem concorrer, Última Hora, União Barão da Gamboa, Mocidade de Um Paraíso e Corações Unidos de Jacarepaguá.
| Ordem dos desfiles |
| 1. Fiquei Firme 2. Deixa Malhar 3. Depois Eu Digo 4. Estação Primeira de Mangueira 5. Filhos do Deserto 6. Mocidade Louca de São Cristóvão 7. Não É O Que Dizem 8. Paz e Amor 9. Prazer da Serrinha 10. Portela 11. União do Sampaio 12. Unidos do Salgueiro 13. Unidos do Tuiuti 14. Unidos da Tijuca 15. Vai Se Quiser 16. Lira do Amor 17. Cada Ano Sai Melhor |

### Julgadores
A comissão julgadora foi formada por Álvaro Pinto da Silva; Arlindo Cardoso; Calixto Cordeiro; Francisco Guimarães Romano; e Lourival Dalier Pereira.

### Classificação
Portela foi a campeã, conquistando seu terceiro título no carnaval carioca. A escola apresentou o enredo "Dez Anos de Glórias", no qual comemorava dez anos de desfiles e relembrava suas apresentações anteriores. O enredo foi elaborado por Paulo da Portela e o artista Lino Manuel dos Reis ficou responsável pela confecção plástica do desfile. Apesar da vitória, o desfile ficou marcado por um desentendimento que resultou no afastamento definitivo de Paulo da Portela. O compositor chegou ao desfile acompanhado de Cartola e Heitor dos Prazeres. Todos vestidos de preto, como era hábito do conjunto formado pelos três. Mestre-sala e um dos diretores da escola, Manuel Bam Bam Bam impediu que Cartola e Heitor participassem do desfile por não estarem vestindo trajes nas cores azul e branco. O mestre-sala abriu exceção para Paulo por se tratar de uma figura importante na escola. Ainda assim, Paulo decidiu não desfilar em solidariedade aos amigos. Campeã do ano anterior, a Estação Primeira de Mangueira ficou com o vice-campeonato com um desfile em homenagem ao ex-prefeito do Distrito Federal, Pedro Ernesto.
| Legenda: Campeã * Sem informação disponível |

| Col. | Escola                          | Enredo              | Carnavalesco(a)                         | Pontos |
| ---- | ------------------------------- | ------------------- | --------------------------------------- | ------ |
| 1    | Portela                         | Dez Anos de Glórias | Paulo da Portela e Lino Manuel dos Reis | 410    |
| 2    | Estação Primeira de Mangueira   | Pedro Ernesto       | Armando Silva                           | 393    |
| 3    | Depois Eu Digo                  | *                   | *                                       | 337    |
| 4    | Deixa Malhar                    | Uma Festa na Bahia  | *                                       | 315    |
| 5    | Unidos da Tijuca                | *                   | *                                       | 264    |
| 6    | Unidos do Salgueiro             | *                   | *                                       | 259    |
| 7    | Paz e Amor                      | Jornada Triunfal    | *                                       | 258    |
| 8    | Lira do Amor                    | *                   | *                                       | 257    |
| 9    | Mocidade Louca de São Cristóvão | *                   | *                                       | 254    |
| 10   | Não É o Que Dizem               | *                   | *                                       | 252    |
| 11   | Fiquei Firme                    | *                   | *                                       | 245    |
| 11   | Prazer da Serrinha              | A Morte da Baiana   | *                                       | 245    |
| 12   | Cada Ano Sai Melhor             | *                   | *                                       | 241    |
| 13   | Unidos do Tuiuti                | *                   | *                                       | 227    |
| 14   | União do Sampaio                | *                   | *                                       | 226    |
| 15   | Vai Se Quiser                   | *                   | *                                       | 217    |
| 16   | Filhos do Deserto               | *                   | *                                       | 199    |

## Ranchos carnavalescos
O "Dia dos Ranchos e dos Blocos" foi patrocinado pelo Jornal do Brasil e realizado no domingo, dia 23 de fevereiro de 1941, na Largo da Carioca.
| Ordem dos desfiles |
| 1. Indios do Amazonas 2. Flor da Lira de Bangu 3. Rouxinol de Bangu 4. Vassourinhas 5. Cruzeiro do Sul 6. Sodade do Cordão 7. Aliança de Quintino 8. Inocentes de Catumbi 9. Turunas de Monte Alegre |

Julgadores
A comissão julgadora foi formada por Professor Armando Viana; Professor Magalhães Corrêa; Maestro Pinto Júnior; e Professor Castro Filho.

### Classificação
Turunas de Monte Alegre foi o campeão.
| Legenda: Campeão * Sem informação disponível |

| Col. | Rancho                  | Enredo                           | Pontos |
| ---- | ----------------------- | -------------------------------- | ------ |
| 1    | Turunas de Monte Alegre | Moysés                           | 196    |
| 2    | Inocentes de Catumbi    | Reinado de Cleópatra             | 182    |
| 3    | Aliança de Quintino     | Chegada de Dom João VI ao Brasil | 182    |
| 4    | Rouxinol de Bangu       | Cidade Maravilhosa               | 130    |
| 5    | Cruzeiro do Sul         | Estácio de Sá                    | 126    |
| 6    | Flor da Lira de Bangu   | *                                | 102    |
| 7    | Indios do Amazonas      | *                                | 68     |
| 8    | Sodade do Cordão        | *                                | 66     |
| 9    | Vassourinhas            | *                                | 64     |

## Sociedades carnavalescas
Tenentes do Diabo venceu a disputa das grandes sociedades. O Clube dos Democráticos não se apresentou pra o desfile.
| Ordem dos desfiles                                                               |
| 1. Fenianos 2. Tenentes do Diabo 3. Pierrôs da Caverna 4. Congresso dos Fenianos |